# Меретін Віктор Петрович
Віктор Петрович Меретін (нар. 1976 ) — український військовий льотчик 1-го класу, полковник Повітряних Сил ЗС України, командир 204-ї бригади тактичної авіації

## Біографія
Народився 1976 року в селі Зеленьків на Черкащині. В 1994 році закінчив місцеву школу,вступив до Харківського авіаційного університету, який закінчив 1998 року
Проходив службу в 40-й бригаді тактичної авіації. З 2019 по 2022 рік командир 204-ї бригади в місті Луцьк. 
З 2014 по 2015 рік та в 2020 році воював на Донбасі у складі ескадрильї 40-ї бригади.

## Особисте життя
Дружина працівник міграційної служби Волинської області. Донька навчається в Польщі.

## Нагороди
- Медаль За бездоганну службу III ступеня[2]